# Гончаров Василь Володимирович
Василь Володимирович Гончаров (нар. 21 березня 1984, Ростов-на-Дону, РРФСР) — російський музикант, поет, композитор, засновник і лідер ростовської музичної групи «Чебоза». Відоміший як Вася Обломов у зв'язку зі створенням однойменного музичного проєкту. Лауреат численних музичних нагород. Один із засновників і учасник музично-поетичного проєкту «Пан гарний». Громадський діяч, критик путінського режиму.

## Життєпис

### Ранні роки
Навчався у Ростові-на-Дону у школах № 107 (до 10 класу) та № 34 (10 та 11 клас). Закінчив історичний факультет Ростовського державного університету. Має другу вищу освіту (юридичну).

### Музична кар'єра

#### 1999–2009 рр.
З 1999 року є лідером гурту «Чебоза». Став широко відомий під ім'ям Вася Обломов завдяки однойменному музичному проєкту. Окрім діяльності у гурті, 2008 року виступив музичним продюсером альбому В'ячеслава Бутусова «Модель для збирання». 2009 року спродюсував нову пісню для Михайла Боярського (пісня Віктора Рєзнікова «Все порожнє»).

#### 2010 рік
У травні 2010 року під псевдонімом Вася Обломов завантажив в інтернет мультиплікаційне відео на пісню «Маґадан», яке незабаром стало популярним, зібравши до серпня понад 300 тис. переглядів, що того часу було великим досягненням. «Маґадан» — повна сарказма історія, що висміює масову культуру Росії. Пісня стала настільки відомою, що телеканал НТВ зняв сюжет про неї. У липні кліп з'явився у етері телеканалу A-One. У серпні «Наше радіо» розпочало ротацію «Маґадана», а у вересні Василь представив пісню на СТС у програмі «Відеобитва». Ролик став переможцем програми. 12 вересня в телевізійній програмі «Yesterday live» на Першому каналі пісню «Маґадан» було вперше виконано наживо. У програмі колектив назвали «Вася Обломов і його друзі» (рос. «Вася Обломов и его друзья»). Восени в інтернеті з'явилися ще дві пісні Васі Обломова: «Хто хоче стати міліціонером?» (рос. «Кто хочет стать милиционером?») і «З чого починається Батьківщина» (рос. «С чего начинается Родина»). Обидві пісні також викликали зацікавлення із боку ЗМІ. НТВ показало у недільному етері виступ Обломова, а РЕН ТВ зняло його у фільмі про музикантів і політику. Кількість переглядів відео «Маґадан» на YouTube перевищила мільйон. 16 грудня у російському прокаті стартував фільм Тимура Бекмамбетова «Ялинки», до саундтреку якого увійшла пісня «Маґадан». 24 грудня Вася Обломов дав перший сольний концерт у московському China-Town-Cafe. Спеціальним гостем концерту став Олександр Пушной. Концерт пройшов із аншлагом.

#### 2011 рік
1 січня 2011 року Перший канал показав концерт «20 найкращих пісень років», де серед решти учасників Вася Обломов і його друзі виконали свій шлягер. На початку року Вася Обломов зіграв концерт «Вася Обломов і Гурт „Чебоза“» (рос. «Вася Обломов и Группа „Чебоза“») для A-One, де представив пісні двох музичних проєктів. У кінці лютого в мережі з'явилося чорно-біле відео на пісню, написану від особи героя пісні «Їду в Маґадан». Трек затитуловано «Вася Обломов і г. „Ленінград“ — Від души» (рос. Вася Обломов и г. „Ленинград“ — От души»). У відеокліпі Вася Обломов і Сергій Шнуров показуються в кадрі невпинно рухомої камери. Пісня одразу потрапила в етер «Нашого радіо» та викликала подив у слухачів, так як ані Вася Обломов, ані Сергій Шнуров жодних коментарів щодо треку так і не дали.
4 червня Вася представив альбом «Повісті й оповідання» (рос. «Повести и рассказы»). Презентація відбулася у Москві в клубі «Точка». 7 липня у Санкт-Петербурзі Вася Обломов отримав премію «Степовий вовк» у номінації «Інтернет». На премії Вася у компанії Сергія Шнурова та Noize MC виконав нову пісню з приспівом «Любить наш народ усяке гівно» (рос. «Любит наш народ всякое говно»). 9 липня Вася Обломов виступає на головній сцені ювілейного фестивалю «Нашестя». Того ж дня він з'явився на Позитивній сцені під час виступу Noize MC. Разом вони виконали кавер на пісню «Їду в Маґадан». 19 липня Вася Обломов виклав у мережу новий кліп на пісню «УГ». Буквально за добу ролик зібрав понад 100 000 переглядів. Окрім Васі Обломова у кліпі знявся відомий російський актор Михайло Єфремов. У вересні Вася Обломов разом із Сергієм Шнуровим та Noize MC випустив кліп на спільну пісню під назвою «Правда». Автори пісні висміюють смаки росіян. Приспівом став перероблений рядок Єгора Лєтова «Любить народ наш усяке гівно». У жовтні Вася Обломов взяв участь в зйомках кліпу гурту Каста «Таке відчуття» (рос. «Такое чувство»). В одному із випусків проєкту «Громадянин поет» актор Михайло Єфремов в образі Гоголя вперше прочитав реп. Музику цього випуску написав Вася Обломов. На початку листопада вийшов кліп на пісню «Лист щастя» (рос. «Письмо счастья»). Крім Обломова у кліпі знявся відомий репер Ноггано (він же Баста), актор Максим Віторган і письменник Сергій Мінаєв. За сюжетом пісні «згодні» алкаші пишуть листа до прем'єр-міністра і славлять усі його вчинки. Пісня одночасно висміює нинішню владу та її електорат.

#### 2012 рік
29 лютого 2012 року на телеканалі «Дождь» відбулася прем'єра пісні «Пока, Медвед!»(рос.), яку Вася Обломов записав разом із Ксенією Собчак і Леонідом Парфеновим. Пісня написана від імені російського народу і дорікає тодішньому російському президенту Дмитру Медведєву в тому, що він не бере участі у передвиборчому політичному житті країни. Усього за один день ролик зібрав понад мільйон переглядів. Примітно, що наступного дня після опублікування відео президент Медведєв звернувся до нації через інтернет, закликаючи йти на вибори.
5 березня в Москві в залі Crocus City Hall відбувся похорон проєкту «Громадянин поет». Вася Обломов став одним із спеціальних гостей вечора. Разом із Михайлом Єфремовим вони виконали «Гоголівський реп про Тимошенко» (рос. «Гоголевский рэп про Тимошенко»), музику до якого написав Вася Обломов. Того ж вечора Василь виконує ще один номер спільно з Глібом Самойловим. 1 травня Вася Обломов разом із режисером Кирилом Серебренніковим у центрі сучасного мистецтва «Вінзавод» провели концерт «Вася і Відморозки. Пісні Революції» (рос. «Вася и Отморозки. Песни Революции»). Весь вечір актори «Сьомої студії» Кирила Серебреннікова і Вася Обломов виконували різноманітні революційні пісні. Ведучим концерту став Леонід Парфенов. Під завісу вистави Вася Обломов разом із Ксенією Собчак та Леонідом Парфеновим вперше живцем виконали пісню «Пока, Медвед!». У середині травня відбулася прем'єра кліпу ще однієї пісні у складі Обломов – Собчак – Парфенов під назвою «ВВП». 28 червня пісня «Пока, Медвед!» стала лауреатом премії «Степовий Вовк 2012» у номінації «Щось» (рос. «Нечто»). Пісня «Ритми вікон» (рос. «Ритмы окон») стала великою темою у фільмі «Духless». Прем'єра фільму відбулася на Московському міжнародному кінофестивалі. Вася Обломов з'явився на сцені фестивалю разом із творцями картини. У липні вийшов кліп на пісню «Ритми вікон», знятий Маратом Адельшиним.

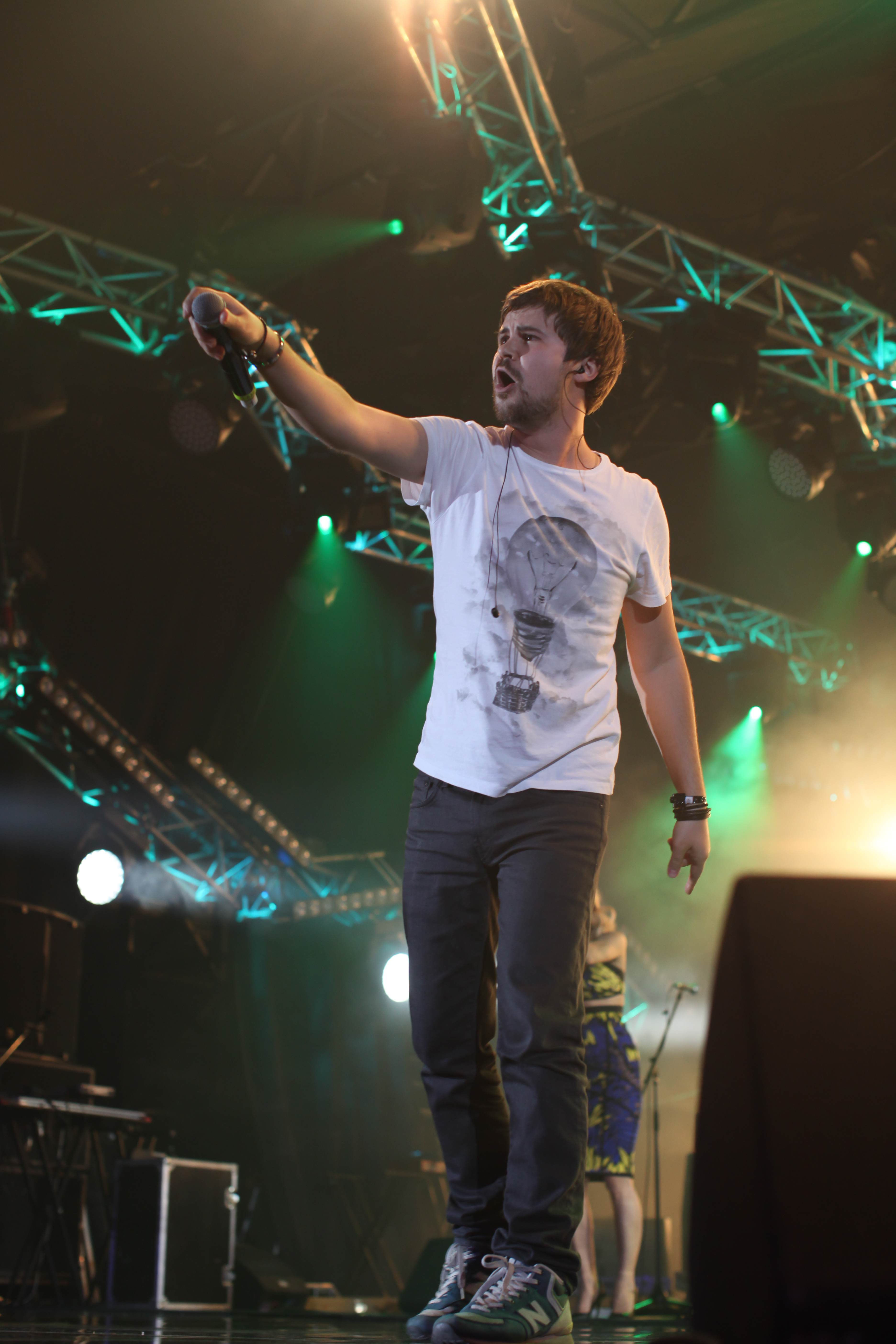
20 years of Runet (by Dmitry Rozhkov) 13

22 листопада Вася Обломов зіграв концерт-презентацію другого альбому «Стабільність» у столичному клубі Arena Moscow. Серед гостей концерту був і Гарик Сукачов, який виконав з Обломовим його нову пісню «Бісів сором» (рос. «Грёбаный стыд»), яка поки що не увійшла до жодного альбому. Альбом «Стабільність» у перші 3 тижні роботи російського iTunes займав друге місце з продажу.

#### 2013 рік
У новорічну ніч 2012/2013 на каналі «Дождь» відбулася прем'єра третього кліпу проєкту Обломов — Собчак — Парфенов на пісню «Реп-молебень», присвячену суперечливим подіям, що відбувалися в країні протягом 2012 року. Наприкінці лютого Обломов виклав новий кліп на пісню «Пора валити» (рос. «Пора валить»), який за тиждень зібрав 500 тис. переглядів. 10 березня Вася Обломов з аншлагом зіграв великий сольний концерт «На благо всіх росіян» (рос. «На благо всех россиян») у тільки-но відкритому театральному Гоголь-центрі. Художній керівник театру Кирило Серебренніков на початку концерту представив музиканта, а під час пісні «УГ» з'явився на сцені і замість належного за текстом коментаря похвалив артиста. Концерт Васі Обломова став першим концертом у великій залі Гоголь-центру. На початку березня Вася Обломов став учасником проєкту «Пан хороший» (рос. «Господин хороший»), який став продовженням проєкту «Громадянин поет». 21 березня отримав премію «Золотий джокер» журналу Maxim у номінації «Музика». У середині липня проєкт «Пан хороший» закрився, і наприкінці серпня Вася Обломов випустив альбом «Ломки Васі Обломова», який повністю складався з написаних для проєкту музичних номерів.

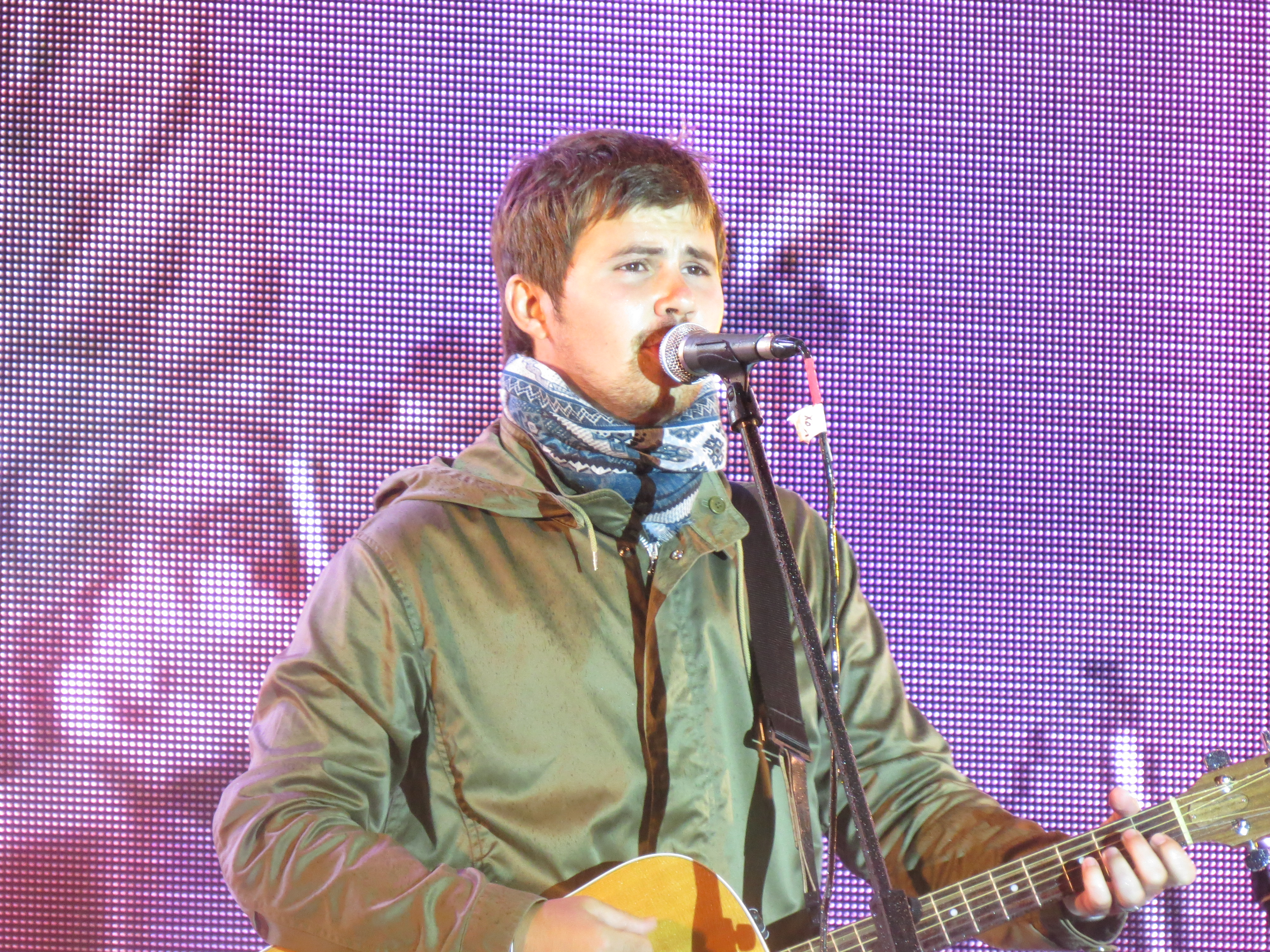
Вася Обломов на концерті-мітингу на підтримку кандидата в мери Москви Олексія Навального на проспекті Сахарова 6 вересня 2013 року

9 жовтня Вася Обломов став лауреатом премії «Зроблено в Росії» у категорії «Музика», обійшовши у цій номінації Земфіру. На початку грудня вийшов кліп на пісню «Бісів сором». За сюжетом Вася Обломов і Гарик Сукачов виступають у лімузині на чиємусь дні народження. У грудні Вася Обломов став одним із членів журі російського фестивалю документального кіно «Артдокфест». Іншими членами журі стали Павло Лунгін та Ірина Прохорова.

#### 2014 рік
У лютому 2014 року Вася Обломов випустив кліп на пісню «Я крокую Москвою» (рос. «Я шагаю по Москве»), в якому знявся Артем Міхалков. У квітні вийшов кліп «Своїх не кидаємо» (рос. «Своих не бросаем»), присвячений втечі президента Януковича з України. Влітку вийшов кліп на пісню «ІМХО», ліричний герой котрої обурено звертається до Васі Обломова і вимагає від нього пісень про Крим, та «Пісня воєнних років» (рос. «Песня военных лет»), що висміює політичний устрій у Росії. У вересні у широкий прокат вийшов фільм «Корпоратив», одну із ролей в якому зіграв Вася Обломов. У листопаді Вася Обломов став гостем програми «Вечірній Ургант» і випустив мультиплікаційний кліп на пісню «Національна ідея». Ролик намалював Єгор Жгун.
5 грудня у Центральному будинку художника з успіхом відбулося представлення четвертого альбому Васі Обломова, котрий отримав назву «Багатоходівочка!» (рос. «Многоходовочка!»). Гостем концерту був Гліб Самойлов, який заспівав із Васею пісню «Доброта». До альбому увійшло 13 пісень, серед котрих одну було написано на вірші Йосипа Бродського, а іншу на вірші Сергія Єсеніна. Перші 2 тижні альбом перебував на верхніх рядках російського магазину iTunes. Газета «Коммерсантъ» включила альбом у 10 найкращих російських музичних релізів зими.

#### 2015 рік
У лютому 2015 року Вася Обломов записав заголовну пісню до фільму «Духless 2». Трек отримав назву «Memento Mori». Наприкінці березня на російські екрани вийшла комедія «Привид» (рос. «Призрак»). Заголовну пісню до фільму написав Вася Обломов, а виконали її актори головних ролей: Федір Бондарчук і Семен Трескунов. 2 квітня у Московському клубі Yotaspace з аншлагом пройшов великий концерт, присвячений п'ятиріччю пісні «Їду в Маґадан». Програму так і назвали «Їду в Маґадан. П'ять років – не строк!» (рос. «Еду в Магадан. Пять лет — не срок!»). У середині квітня вийшов кліп на пісню «Багатоходівочка!», головну роль у якому відіграв відомий російський актор Павло Дерев'янко. Влітку вийшов кліп на пісню «Так казав Табаков» (рос. «Так говорил Табаков»), присвячену скандальному висловлюванню актора про українців. Восени відбулася прем'єра кліпу спільну із Глібом Самойловим пісню «Жити завжди» (рос. «Жить всегда»). У кадрі: палаючі світлини російських діячів науки і культури XX століття, які постраждали від політичних репресій, серед яких Микола і Лев Гумільови, Осип Мандельштам, Борис Пастернак, Ісаак Бабель, Лев Ландау, Данило Хармс, Анна Ахматова, Всеволод Меєргольд тощо.

#### 2016 рік
Взимку 2016 року Вася Обломов представив свій перший живий альбом під назвою «Живіше за всіх живих» (рос. «Живее всех живых»). У березні вийшов кліп на пісню «Трагедія» рос. «Трагедия», знятий режисером Михайлом Сегалом. У кліпі у провінційне місто на автобусну зупинку прибуває летюча тарілка, але жителі міста так загрузли у своїх повсякденних турботах, що поява НЛО їх хвилює менше, ніж приїзд довгоочікуваного автобуса, в який наприкінці кліпу вони сідають і їдуть. 15 червня Вася Обломов випустив кліп на пісню «У внутрішній еміграції» (рос. «Во внутренней эмиграции») де у головній ролі знімається Андрій Васильєв. Ця композиція стала черговою співтворчістю Васі Обломова з Леонідом Кагановим. У липні 2016 року Перший Канал у своєму онлайн-кінотеатрі випустив серіал режисера Павла Бардіна «Салам Масква», всю музику до якого написав Вася Обломов. Продюсером серіалу стали Костянтин Ернст і Денис Євстигнєєв. В одній із серій Вася Обломов знявся в епізодичній ролі поліцейського. Восени Вася Обломов повідомив у Твіттері, що працює над новим альбомом з робочою назвою «У гріху» (рос. «Во грехе»). 12 вересня Вася Обломов випустив кліп на свою нову пісню «Нічого страшного» (рос. «Ничего страшного»). 31 жовтня під час своєї участі в етері радіостанції «Эхо Москвы» оголосив про зміну назви свого альбому — «Довге і нещасливе життя» (рос. «Долгая и несчастливая жизнь»). 14 листопада Вася Обломов випустив кліп на нову пісню «Адекватна Відповідь» (рос. «Адекватный Ответ»).

#### 2017 рік
3 лютого 2017 року побачив світ п'ятий студійний альбом під назвою «Довге і нещасливе життя» (рос. «Долгая и несчастливая жизнь»). До платівки увійшло 16 пісень, серед котрих дуети з Глібом Самойловим, Павлом Чеховим. У чотирьох піснях звучить флейта Яна Ніколенко. Пісню «Живи», написану для фільму «Привид», було перезаписано для альбому у супроводі дитячого хору. Альбом одразу опинився на першому місці з продажу Itunes у Росії та Україні. Пісня «Прощавай» (рос. «Прощай»), записана в дуеті з Павлом Чеховим, потрапляє в ротацію на Наше Радіо, а 13 лютого на заголовну пісню альбому виходить кліп, знятий на березі океану. 28 березня у Театрі імені Мосради відбулося вручення національної премії Російської академії кінематографічних мистецтв «Ніка». Серіал режисера Павла Бардіна «Салам Масква», музику до якого написав Вася Обломов, отримав приз «За творчі досягнення у мистецтві телевізійного кінематографа [Архівовано 27 вересня 2018 у Wayback Machine.]». Вася Обломов виступив на премії, виконавши заголовну пісню з фільму «Я крокую Москвою». Виступ Василя, як і вручення серіалу премії, було вирізано із телевізійної трансляції на НТВ. 18 травня 2017 Вася Обломов випустив кліп на пісню «Нести херню». У зйомках взяв участь журналіст Юрій Дудь. Сатиричне відео ілюструє, як влада може маніпулювати громадською думкою через ЗМІ.

#### 2018 рік
У березні 2018 року вийшов кліп на нову пісню «Життя налагоджується» (рос. «Жизнь налаживается»), головний герой у якому живе у 2068 році. Герой (якого в кліпі зіграв сам Обломов) співає про те, наскільки прекрасне його життя в Росії. Він знаходить капсулу часу, закладену 50 років тому, 2018 року. Послання нащадкам є жменя лушпиння від соняшникових насіння і аркуш паперу з написаним на ньому нецензурним словом з трьох букв.
У квітні 2018 року вийшов ролик на нову пісню під назвою «Місто-Зад» (рос. «Город-Зад»). Пісня, яка обігрує своїм розміром знаменитий вірш Володимира Маяковського про Місто-Сад [Архівовано 5 лютого 2022 у Wayback Machine.] (рос. «Город-Сад») і розповідає історію, як замість прекрасного місця мешканці збудували щось жахливе. Влітку 2018 року у Обломова вийшов ролик на сатиричну пісню під назвою «Спортивна [Архівовано 5 лютого 2022 у Wayback Machine.]», який розповідає про баталії, що розгорілися в суспільстві, через раптові перемоги Російської Збірної з футболу на Чемпіонаті світу, що проходив у Москві.
У листопаді 2018 року Обломов випустив сатиричний кліп на пісню «Реп, спрямований у майбутнє [Архівовано 5 лютого 2022 у Wayback Machine.]» (рос. «Рэп, устремлённый в будущее»), інформаційним приводом до якої стала пропозиція чиновників, що прозвучала на тлі заборон концертів, фінансово підтримувати реп-виконавців. Пісня розповідає про мислиму ситуацію, за якої репер приходить у міністерство до чиновників, обговорює теми для створення нового альбому й отримує фінансування.
26 грудня 2018 року у Васі Обломова народився син-первісток.

#### 2019 рік
У квітні 2019 року Вася Обломов випустив відеокліп на пісню «Ласкаво просимо» (рос. «Добро пожаловать»), головну роль у якому відіграв відомий російський актор Михайло Горевий. Кліп знято у вигляді антиутопії. За сюжетом герой Обломова потрапляє до якогось виправного медичного закладу, де головний лікар (Горевий) йому дохідливо пояснює його права й обов'язки. Обломова стрижуть налисо і відправляють у газову камеру, після чого, перебуваючи в камері навіть із відчиненими дверима, герой Обломова не хоче бігти, демонструючи на практиці так звану вивчену безпорадність. У квітні Обломов оголосив про вихід свого шостого альбому під назвою «Цей чудовий світ» (рос. «Этот прекрасный мир»).
19 квітня вийшов шостий повноцінний альбом Васі Обломова під назвою «Цей чудовий світ». У день релізу альбом потрапив на друге місце з продажу у російському Itunes. Через тиждень платівка посіла перше місце. Примітно, що в перший тиждень продажів альбом також посів 1-ше місце у топ-200 в Україні, 131-те місце у топ-200 у Великій Британії і 12-те місце у топ-200 у Швейцарії у жанрі хіп-хоп/реп.

## Політичні погляди
Вася Обломов відомий своєю активною громадянською позицією. 24 грудня 2011 року він був одним із небагатьох російських музикантів, які виступили на мітингу за чесні вибори, що відбувся на проспекті Сахарова. На початку вересня 2013 року Вася Обломов виконав кілька пісень на проспекті Сахарова на концерті на підтримку кандидата у мери Москви Олексія Навального. На думку Васі Обломова,
|  | Символом Росії може стати не георгіївська стрічка, а ізоляційна. Оригінальний текст (рос.) Символом России может стать не георгиевская лента, а изоляционная. |

Через свої політичні погляди Вася Обломов опинився в опалі і був включений «патріотичними журналістами» до списку т. з. «націонал-зрадників».
Широкого поширення в інтернеті набула наступна цитата Обломова:
|  | Я не розумію, коли мене звинувачують у нелюбові до Росії. Я не люблю ідіотів. Вони чомусь думають, що вони є Росія, хоча вони просто ідіоти.Оригінальний текст (рос.) Я не понимаю, когда меня обвиняют в нелюбви к России. Я не люблю идиотов. Они почему-то думают, что они и есть Россия, хотя они просто идиоты. |

Після протестів 23 січня 2021 року, які відбулися на підтримку Олексія Навального, Василь написав пісню «Запотіло моє забороло» (рос. «Запотело моё забрало»), засновану на інциденті з Маргаритою Юдіною, яку росгвардієць вдарив чоботом у живіт.

## Дискографія

### Студійні альбоми
- 2011 — «Повести и рассказы»
- 2012 — «Стабильность»
- 2013 — «Ломки»
- 2014 — «Многоходовочка!»
- 2017 — «Долгая и несчастливая жизнь»
- 2019 — «Этот прекрасный мир»

### Концертні альбоми
- 2016 — «Живее всех живых»

### Саундтреки
- 2011 — «Ритмы окон» (OST «Духless»)
- 2011 — Музика до міні-серіалу «Провокатор» (Рен-ТВ)
- 2012 — «Повезёт» (OST «Джентльмени, удачі!»)
- 2015 — «Memento mori» (OST «Духless 2»)
- 2015 — «Живи настоящим» (OST «Привид»)
- 2016 — «Я шагаю по Москве» й уся музика до серіалу «Салам Масква» (Перший канал (Росія))

### Концертний склад
- Вася Обломов — акустична гітара, електрогітара, вокал, речетатив, автор, вірші;
- Дмитро Павлов — соло-гітара;
- Дмитро Карєв — акордеон, флейта, саксофон;
- Валентин Тарасов — ударні інструменти.

Час від часу концертний склад змінюється. Залежно від зайнятості музикантів, склад може бути у форматі від дуету до повноцінного оркестру з духовими інструментами.
Останній великий концерт цього складу було зіграно у клубі 16 тонн 11 вересня 2021 року.

## Кліпи, відео
Назви подано російською, а в дужках український переклад:
Повести и рассказы (Повісті й оповідання)
- Вася Обломов — Еду в Магадан (Їду в Маґадан)
- Вася Обломов і гурт Ленінград — От души (Від души; 2011)
- Вася Обломов — Кто хочет стать милиционером (Хто хоче стати міліціонером)
- Вася Обломов — Начальник
- Вася Обломов — С чего начинается Родина (З чого починається Батьківщина)
- Вася Обломов — УГ (головну роль у кліпі виконав Михайло Єфремов)
- Вася Обломов — Одноклассники (Однокласники)
- Вася Обломов і Ноггано — Письмо счастья (Лист щастя)

Стабильность (Стабільність)
- Вася Обломов, Noize MC і Сергій Шнуров — Правда
- Вася Обломов, Ксенія Собчак і Леонід Парфенов — Пока, Медвед!
- Вася Обломов — Намедни (Допіру)
- Вася Обломов, Ксенія Собчак і Леонід Парфенов — ВВП
- Вася Обломов і Павел Чехов — Ритмы окон (Ритми вікон)
- Вася Обломов — Поганенький у нас народ
- Вася Обломов, Ксенія Собчак і Леонід Парфенов — Рэп-молебен (Реп-молебень)
- Вася Обломов — Жаль (Шкода)
- Вася Обломов — Роме пришла повестка (Ромі прийшла повістка)
- Вася Обломов — Пора валить (Пора валити)
- Вася Обломов — Я шагаю по Москве (Я крокую Москвою)

Ломки Васи Обломова (Ломки Васі Обломова)
- Вася Обломов — Самый сочь (Самий сочь)
- Вася Обломов — Всегда готовченко (Завжди готовченко)
- Вася Обломов — Встань-ка страна огромная (Устань-но країно величезна)
- Вася Обломов — Смысл Ж (Сенс Ж)
- Вася Обломов — Налёт Якубовича (Наліт Якубовича)
- Вася Обломов — НечисTOTAL
- Вася Обломов — Космос, короче (Космос, коротше)
- Вася Обломов — Русская народная (Російська народна)
- Вася Обломов — Пятиминутка ненависти (П'ятихвилинка ненависті)
- Вася Обломов — Комариная песня (Комарина пісня)
- Вася Обломов — Бой-бабы (Бій-баби)
- Вася Обломов — Идёт ЕГЭ, качается (Іде ЄДІ, хитається)
- Вася Обломов — К лесу задом (До лісу задом)
- Вася Обломов — Поезд верности (Потяг вірності)
- Вася Обломов — О кастах в России (Про касти в Росії)

Многоходовочка! (Багатоходівочка!)
- Вася Обломов — ИМХО (ІМХО)
- Вася Обломов — Доброта
- Вася Обломов — WIFI
- Вася Обломов — Многоходовочка! (Багатоходівочка!)
- Вася Обломов і Гарик Сукачов — Грёбаный стыд (Бісів сором)
- Вася Обломов — Пора валить (Пора валити)
- Вася Обломов — Письмо Санта-Клаусу (Лист Санта-Клауса)
- Вася Обломов — Когда-нибудь (Коли-небудь)

Долгая и несчастливая жизнь (Довге і нещасливе життя)
- Вася Обломов і Гліб Самойлов — Жить всегда (Жити завжди)
- Вася Обломов — Во внутренней эмиграции (У внутрішній еміграції)
- Вася Обломов — Ничего страшного (Нічого страшного)
- Вася Обломов — Адекватный ответ (Адекватна відповідь)
- Вася Обломов — Долгая и несчастливая жизнь (Довге і нещасливе життя)
- Вася Обломов — Нести херню
- Вася Обломов — Прощай (Прощавай)

Этот прекрасный мир (Цей чудовий світ)
- Вася Обломов — Жизнь налаживается (Життя налагоджується)
- Вася Обломов — Город-Зад (Місто-Зад)
- Вася Обломов — Добро пожаловать (Ласкаво просимо)
- Вася Обломов — Беги, дружище, беги (Біжи, друже, біжи)

Поза альбомами
- Вася Обломов — Своих не бросаем (Своїх не кидаємо)
- Вася Обломов — Песня военных лет (Пісня воєнних років)
- Вася Обломов — Иногда это так (Іноді це так). Відео випущено 23 грудня 2019 на однойменному YouTube-каналі. Відео у форматі заоконної панорами, під яку звучить сама пісня. На відео додатково накладено ефект старої коричневої плівки.
- Вася Обломов і Андрій Макаревич — Жизнь сложная (Життя складне)